# 이씨플라자
이씨플라자는 1996년 설립되어 인터넷 기반의 서비스를 제공하는 대한민국의 무역 사이트이다.

## 사업 분야
- 해외마케팅: 수출인프라 구축, 해외시장 조사, 온라인마케팅(글로벌B2B 마케팅, 검색엔진 마케팅, SNS 마케팅 등 ), 오프라인마케팅(해외시장조사, 해외상품 홍보지, 해외 전시회 마케팅대행  등), 수출업무 대행, 제휴서비스 등
- B2B서비스: e-MP서비스, 전자무역서비스, 글로벌구매카드, SI/CONSULTING
- 정부지원사업: 수출바우처사업(수출성공패키지, 고성장기업, 아시아하이웨이, 수출첫걸음, 중견기업 등), 지자체 수출지원사업 등
- SI/Consulting & e-Trade: SI(System Integration) 사업, Consulting 사업, 전자무역서비스
- 무역 정보: 무역실무, 무역서식, 무역용어, 해외시장동향, 무역뉴스, 수출지원사업, 기업지원사업, 전시회정보, HS상품분류, 전문가칼럼, 무역유관기관 정보 제공

## 주요 연혁
- 1996.10: 국내 최초 인터넷 무역사이트 “KTNIC(KTNET Internet Commerce)” 개통 , 추후 ecplaza로 변경됨
- 1999.10: ecplaza China 오픈 북경, 심양에 지역센터 설립, 한국경제신문 인터넷 대상(무역사이트부문) 수상
- 1999.11: ecplaza Japan 오픈
- 2000.04: (주)이씨플라자 설립
- 2000.11: ecplaza UAE 오픈, ecplaza Monthly Trade Market 발간(영문판, 한글판)
- 2001.05: ecplaza Malaysia 오픈, Agentplaza 오픈
- 2002.12: 웹 사이트 분석 평가 기관인 Rankey.com 선정, 무역 B2B 사이트 1위 인증
- 2004.10: 한국능률협회, “2004 무역e마켓 브랜드파워” 2년 연속 1위 선정
- 2005.12: 웹사이트 분석기관 “Alexa.com” 한국 무역B2B 1위 인증
- 2006.01: 웹사이트 분석기관 “100hot.co.kr” 무역B2B 1위 인증
- 2009.04: 중기청 수출기업화사업 7년 연속 수행
- 2013.12: Open API 서비스 시작
- 2015.03: 중소기업청 수출역량강화 사업 13년 연속 수행기관 선정
- 2016.05: 해외환경통합정보망 구축 운영 및 수출마케팅 지원
- 2016.04: 2016년 글로벌 홍보마케팅 지원사업 수행용역
- 2016.11: Alibaba Global Service Partner “2 STAR 전문가 인증서” 최초 획득, 2016 buyKOREA 검색광고 운영
- 2017.01: Alibaba Global Service Partner “TOP 1 인증서” 획득 (2016 4분기), 중국인증서비스 업무 협약
- 2018.05: 중기부/산업부 수출바우처 2년 연속 수행기관 선정
- 2018    : JDC면세점 온랑니 통합마케팅 운영 용역
- 2018    : 경기 수출프론티어기업 파워업패키지 지원사업 수행기관 선정
- 2018    : 중진공 청년창업기업 수출마케팅 연계지원 용역
- 2018    ; 피지/온두라스 관세행정 현대화 컨설팅 용역
- 2018    ; 경기, 전남, 경남, 대구, 강원, 충북, 울산 등 수출지원사업수행
- 2019    : 중기/산업부 수출바우처사업 우수 수행기관 선정
- 2019    : 중기부/산업부 수출바우처사업 파워 수행기관 선정
- 2019    : KOTRA 해외지사화산업 (발전단계) 수행기관 선정
- 2019    : aT 수출확대 컨설팅 수행기관 선정
- 2019    : 모리셔스/나이지리라 관세행정현대화 컨설팅 용역
- 2019    : KOTRA buyKOREA 광고 용역
- 2019    : NIPA K-Global ICT 혁신기업 마케팅 및 홍보 지원 용익
- 2020    : 중기부/산업부 수출바우처사업 수팽기관(4년연속) (수출마케팅/디자인개발
- 2020    : 해외 쇼핑몰 판매대행(Taobao, Amazon, Qoo10 등)

## 협력기관

### 지자체
- 강원도
- 경기도
- 경상남도
- 경상북도
- 광주광역시
- 대구광역시
- 대전광역시
- 부산광역시
- 서울특별시
- 울산광역시
- 인천광역시
- 전라남도
- 전라북도
- 제주도청
- 충청남도
- 충청북도

### 정부기관
- 농림축산식품부
- 산업통상자원부
- 중소벤처기업부
- 환경부
- 관세청
- 조달청
- 중소기업청

### 기관, 단체
- 경기중소기업종합지원센터
- 국가기록원 대통령기록관
- 서울산업통상진흥원
- 정보통신산업진흥원
- 중소기업기술정보진흥원
- 중소벤처기업진흥공단
- 대한무역투자진흥공사
- 한국농수산식품유통공사
- 한국무역정보통신
- 한국무역협회
- 한국인터넷진흥원
- 한국전자정보통신산업진흥회
- 한국전자통신연구원
- 한국환경산업기술원

### 은행
- KB국민은행
- IBK기업은행
- 농협중앙회
- 대구은행
- 수협중앙회
- 신한은행
- 우리은행
- KEB외환은행
- 스탠다드차티드
- 하나은행
- 한국수출입은행